# Đàm Tiến Dũng
Đàm Tiến Dũng (sinh ngày 5 tháng 6 năm 1996 tại tỉnh Thanh Hóa, Việt Nam) là một cầu thủ bóng đá người Việt Nam hiện đang thi đấu ở vị trí hậu vệ và tiền vệ cho câu lạc bộ Hải Phòng tại V.League 1.

## Sự nghiệp câu lạc bộ

### Viettel (2009–2021)
Lọt vào mắt xanh của tuyển trạch viên Viettel năm 13 tuổi, từ đó tới nay Đàm Tiến Dũng vẫn đang kiên trì theo đuổi giấc mơ của mình ở đội bóng áo lính. Dũng từng sở hữu HCĐ giải U15 Quốc Gia, 2 HCĐ U19 Quốc Gia, Vô Địch giải Festival các nước Đông Nam Á. Anh còn là nhân tố chủ chốt giúp Viettel đi từ hạng Ba lên hạng Nhì, rồi Hạng Nhất và suýt lên V-League năm 2017. Sau này, Dũng còn được gọi lên đội U19, U21 QG Việt Nam.
1 trong những dấu ấn đậm nét nhất mà NHM Viettel không thể quên chính là trận đấu với Bình Phước, trận cầu mang tính bước ngoặt giúp Viettel lên chơi ở V-League năm 2019. Phút thứ 79 khi tỷ số đang là 0–0, xuất phát từ pha tạt bóng như đặt của mình, đội trưởng Bùi Tiến Dũng bật cao đánh đầu mở tỷ số trận đấu. Ít phút sau, Đàm Tiến Dũng tiếp tục tạt bóng cho Nguyễn Hoàng Đức đánh đầu nâng tỷ số lên 2–0 cho Viettel. Khi trọng tài thổi còi kết thúc trận đấu, Viettel lên ngôi vô địch và giành vé chơi ở giải đấu cao nhất Việt Nam năm 2019.
Lên chơi V.League 2019, Viettel chiêu mộ HLV người Hàn Quốc Lee Heung-sil và sơ đồ 3-4-3 khiến Tiến Dũng rất ít khi được sử dụng. Trong quá khứ, sơ đồ ưa thích giúp Đàm Tiến Dũng được sử dụng thường xuyên là 4-4-2, nơi anh phát huy được hết khả năng ở vị trí hậu vệ cánh trái.
Đến mùa 2020, HLV Trương Việt Hoàng lên dẫn dắt, khi đó đội bóng áo lính vẫn yêu thích với sơ đồ 3-4-3, đôi lúc là 3-5-2 và một lần nữa Tiến Dũng không có cơ hội thể hiện mình. Khép lại mùa giải 2020, đang có nhiều CLB ở V.League muốn có Đàm Tiến Dũng nhưng anh vẫn theo đuổi mục tiêu ở lại để cạnh tranh một vị trí bên hành lang cánh trái.

### Topenland Bình Định (2021)
Anh chuyển sang thi đấu cho Topenland Bình Định dưới dạng cho mượn từ Viettel ở mùa giải 2021. Tại đây anh mặc áo số 2.
Anh không có nhiều cơ hội ra sân vì lúc này đội bóng có quá nhiều ngôi sao và phải làm bạn trên băng ghế dự bị. Giải đấu đi được gần 1 nửa chặng đường thì phải buộc dừng vì dịch bệnh Covid-19 bùng phát.

### Đông Á Thanh Hóa (2022–2023)
Anh chính thức đầu quân cho Đông Á Thanh Hóa từ mùa giải 2022. Anh thi đấu xuất sắc, mang đến những dấu ấn đậm nét giúp Thanh Hóa thi đấu nổi bật và đạt được nhiều kết quả tốt. Cuối mùa giải, Đàm Tiến Dũng đã đánh bật những cái tên cùng vị trí như: Đoàn Văn Hậu, Nguyễn Phong Hồng Duy, Phan Tuấn Tài... để lọt vào đội hình tiêu biểu của V.League 2022.
Ở mùa giải 2023, Đàm Tiến Dũng vẫn giữ một phong độ ổn định. Tuy nhiên, anh đã bất ngờ dính chấn thương cổ chân và phải đến vòng 12 V.League 2023 mới có thể tái xuất. Ở mùa giải này anh không thường xuyên được thi đấu do chưa phù hợp với sơ đồ chiến thuật huấn luyện viên Popov, chủ yếu xuất phát từ ghế dự bị. Ngày 27/7/2023, trong trận gặp Topenland Bình Định, anh ra sân từ ghế dự bị và có 1 kiến tạo giúp Bruno Cantanhede ghi bàn ấn định chiến thắng 2–0 trên sân nhà.

## Thống kê sự nghiệp
Tính đến 20 tháng 8 năm 2023
| Câu lạc bộ          | Mùa giải  | Giải đấu   | Giải đấu | Giải đấu | Cúp Quốc gia | Cúp Quốc gia | Khác | Khác | Tổng cộng | Tổng cộng |
| Câu lạc bộ          | Mùa giải  | Hạng       | Trận     | Bàn      | Trận         | Bàn          | Trận | Bàn  | Trận      | Bàn       |
| ------------------- | --------- | ---------- | -------- | -------- | ------------ | ------------ | ---- | ---- | --------- | --------- |
| Viettel             | 2019      | V.League 1 | 1        | 0        | —            | —            | —    | —    | 1         | 0         |
| Viettel             | 2020      | V.League 1 | 0        | 0        | 0            | 0            | —    | —    | 0         | 0         |
| Viettel             | Tổng cộng | Tổng cộng  | 1        | 0        | 0            | 0            | 0    | 0    | 1         | 0         |
| Topenland Bình Định | 2021      | V.League 1 | 2        | 0        | —            | —            | —    | —    | 2         | 0         |
| Đông Á Thanh Hóa    | 2022      | V.League 1 | 21       | 1        | 3            | 1            | —    | —    | 24        | 2         |
| Đông Á Thanh Hóa    | 2023      | V.League 1 | 8        | 0        | 4            | 0            | —    | —    | 12        | 0         |
| Đông Á Thanh Hóa    | Tổng cộng | Tổng cộng  | 29       | 1        | 7            | 1            | 0    | 0    | 36        | 2         |
| Tổng cộng           | Tổng cộng | Tổng cộng  | 30       | 1        | 7            | 1            | 0    | 0    | 39        | 2         |

## Danh hiệu

### Thanh Hóa
- Cúp Quốc gia Việt Nam
  -  Vô địch: 2023
  -  Hạng ba: 2022